# Eupolybothrus pori
Eupolybothrus pori är en mångfotingart som beskrevs av Negrea och Matic 1993. Eupolybothrus pori ingår i släktet Eupolybothrus och familjen stenkrypare.
Artens utbredningsområde är Israel. Inga underarter finns listade i Catalogue of Life.